# Nguyễn Minh Triết
Nguyễn Minh Triết, Triết pronunciato Ciet (Bến Cát, 9 ottobre 1942), è un politico vietnamita, ex Presidente della Repubblica Socialista del Vietnam.
È stato eletto dall'Assemblea Nazionale del Vietnam con 464 voti (94.12%) il 27 giugno 2006. In precedenza è stato il segretario del Partito Comunista del Vietnam di Hồ Chí Minh. Rispetto al Primo Ministro, il Presidente della Repubblica Vietnamita ha un ruolo di rappresentanza. Nel 2011 alla scadenza del mandato è stato sostituito da Trương Tấn Sang.